# Dents du Midi
I Dents du Midi sono un gruppo montuoso delle Prealpi del Giffre che si trovano nel Canton Vallese (Svizzera). La montagna più alta è la Haute Cime des Dents du Midi.

## Generalità
Si trovano tra la Val d'Illiez, la valle del Rodano e a nord del Lago di Salanfe. A nord-est del gruppo si trova Saint-Maurice.
Una imponente vista delle cime si gode anche da Villars, dal versante opposto (Canton Vaud) della valle del Rodano.

## Classificazione
La SOIUSA vede i Dents du Midi come un sottogruppo alpino e vi attribuisce la seguente classificazione:
- Grande parte = Alpi Occidentali
- Grande settore = Alpi Nord-occidentali
- Sezione = Prealpi di Savoia
- Sottosezione = Prealpi del Giffre
- Supergruppo = Catena Buet-Ruan-Dents du Midi
- Gruppo = Gruppo dei Dents du Midi
- Sottogruppo = Catena dei Dents du Midi
- Codice = I/B-8.II-A.3.a

## Le vette principali

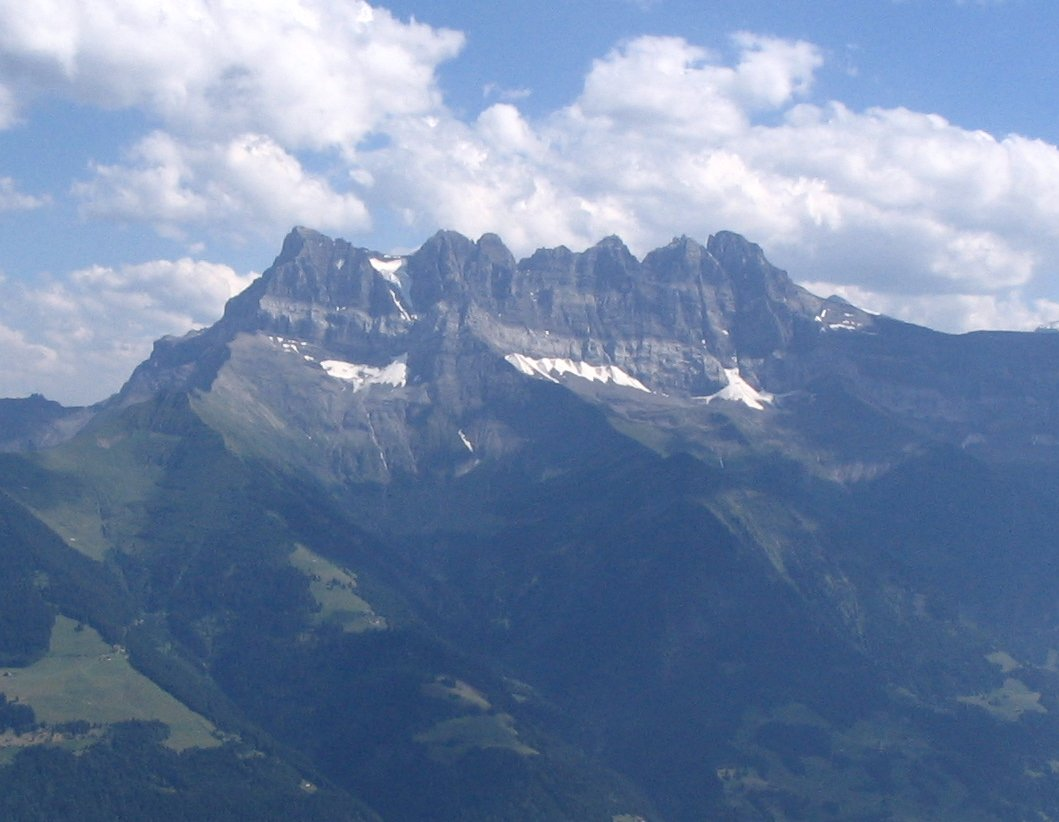
Vista dei Dents du Midi dalla Pointe de Bellevue.
Da sinistra a destra: Cime de l'Est, Forteresse, Cathédrale, Éperon, Dent Jaune, Doigts e la Haute Cime.

Le vette principali che si incontrano da est verso ovest sono:
- Cime de l'Est (3.178 m)
- Forteresse (3.164 m)
- Cathédrale (3.160 m)
- Éperon (3.114 m)
- Dent Jaune (3.186 m)
- Doigts (3.205 e 3.210 m) o Doigts de Salanfe
- Haute Cime (3.257 m)

## Cultura

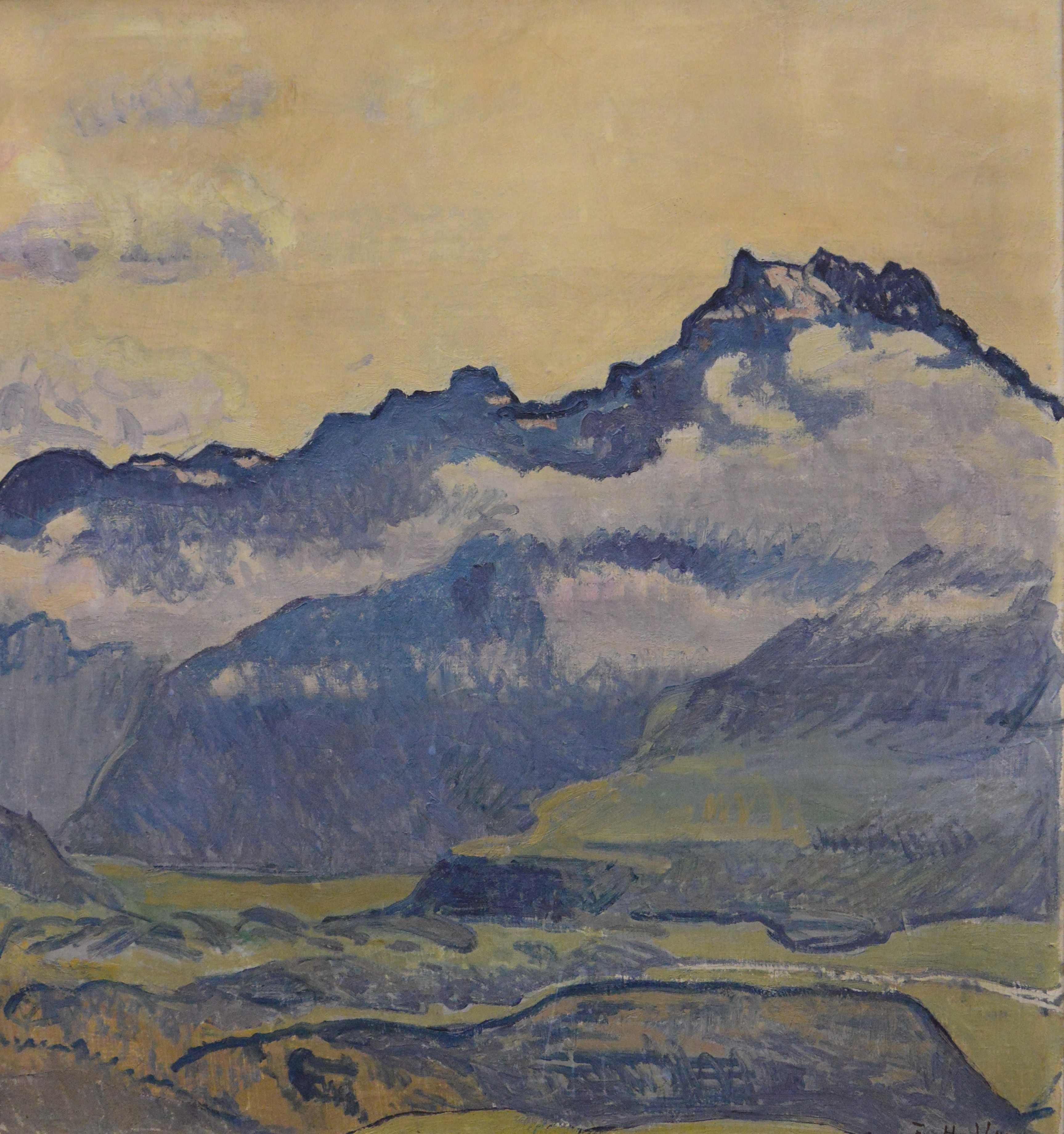
Ferdinand Hodler
Les Dents du Midi da Villars, 1912
Berlino, Alte Nationalgalerie

Per la loro singolare imponenza queste montagne hanno suscitato l'attenzione di numerosi artisti che le hanno più volte ritratte. Il più famoso di essi è stato lo svizzero Ferdinand Hodler che, nel primo decennio del XX secolo, le ha dipinte sia dal Vallese che da Vaud.